# Nephrotoma okefenoke
Nephrotoma okefenoke är en tvåvingeart som först beskrevs av Alexander 1915.  Nephrotoma okefenoke ingår i släktet Nephrotoma och familjen storharkrankar. Inga underarter finns listade i Catalogue of Life.